# وليام فاولر
وليام فاولر  (بالإنجليزية: William Alfred Fowler)‏ هو عالم فيزيائي في علم الفلك ، أمريكي الجنسية. حاز على جائزة نوبل للفيزياء عام 1983 بالمشاركة مع سابرامانين تشاندراسخار عن بحوثه العملية والنظرية للتفاعلات النووية وتوضيح أهميتها لتخليق العناصر الكيميائية في النجوم .
ولد وليام فاولر في 9 أغسطس 1911، وتوفي في 14 مارس 1995.

## أنظر أيضًا
- مشروع فيستا

## روابط خارجية
- وليام فاولر على موقع الموسوعة البريطانية (الإنجليزية)
- وليام فاولر على موقع مونزينجر (الألمانية)
- وليام فاولر على موقع ميوزك برينز (الإنجليزية)
- وليام فاولر على موقع إن إن دي بي (الإنجليزية)